# Soziale Unterdrückung
Soziale Unterdrückung ist eine Form der Unterdrückung. Der Begriff drückt aus, dass eine soziale Gruppe andere Gruppierungen ihrer Rechte beraubt. 
Die „soziale Unterdrückung“ bezieht sich im Gegensatz zur „individuellen Unterdrückung“ auf gesellschaftliche Gruppierungen. Oftmals wird die „soziale Unterdrückung“ auch von einer „nationalen Unterdrückung“ abgegrenzt. Der Begriff bezieht sich vorwiegend auf Klassendifferenzen (Adel – Nicht-Adel, Bourgeoisie – Proletariat). Mit dem Aufkommen der Frauenbewegung wird auch von der „sozialen Unterdrückung der Frau“ gesprochen.
Ein Versuch, soziale Unterdrückung zu beenden, ist die soziale Revolution.